# Гюрджян, Габриел Микаелович

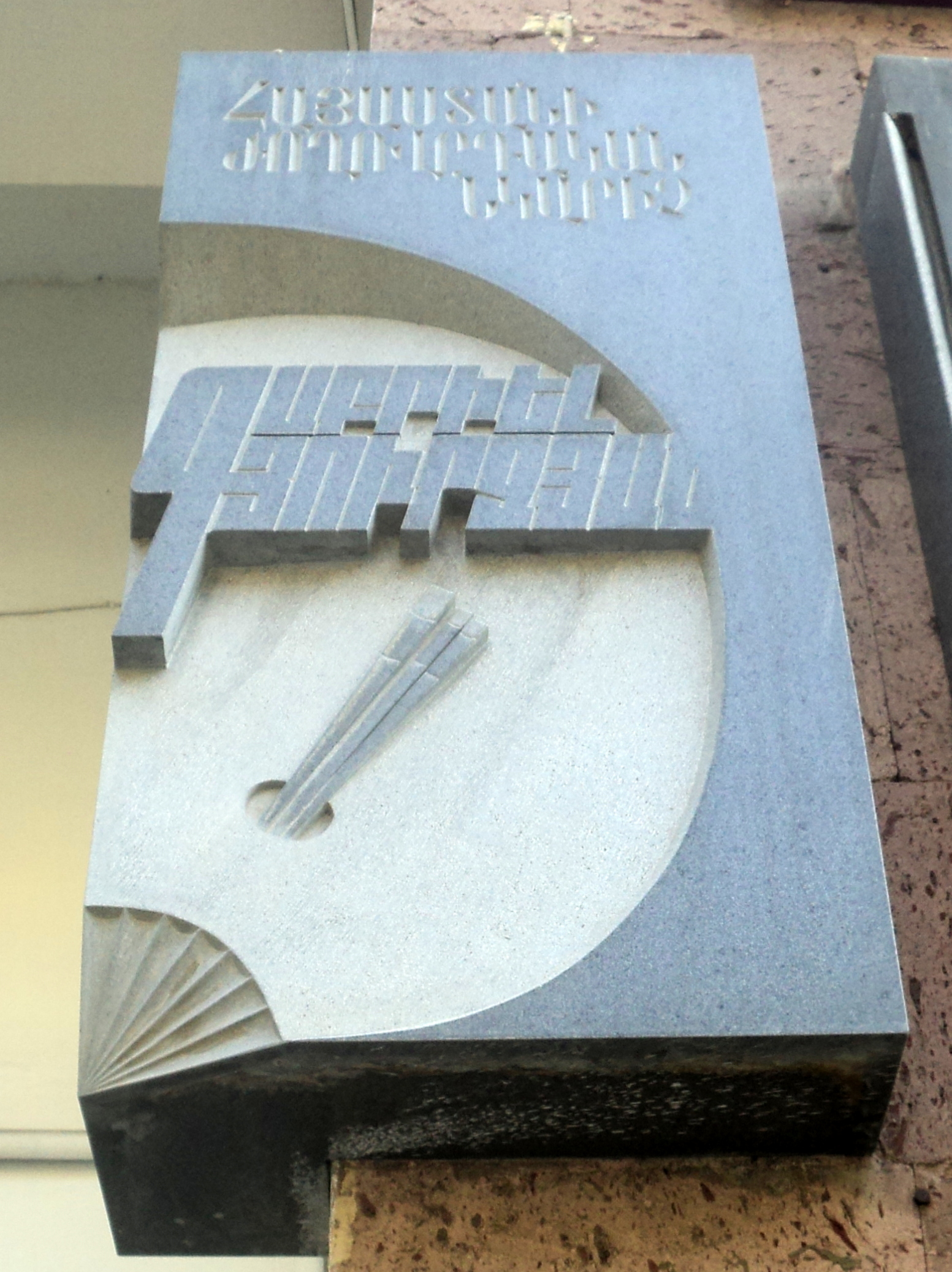
Мемориальная доска в Ереване

Габриел Микаелович Гюрджян (арм. Գաբրիել Գյուրջյան; 24 апреля ( 6 мая ) 1892,	Артвин, Кутаисская губерния, Кавказское наместничество, Российская империя – 13 августа 1987, Ереван , Армянская ССР)  — армянский живописец. Народный художник Армянской ССР (1945). искусствовед, педагог. Один из основоположников советского армянского изобразительного искусства.

## Биография
Родился в семье ремесленника.
В 1910—1917 годах обучался в Пензенском художественном училище. Ученик Николая Петрова и Ивана Горюшкина-Сорокопудова. 
В 1920 году окончил высшие художественные мастерские. Со студенческих лет участвовал в выставках  русских прогрессивных и советских художников «Белый медведь» и «Волжский Союз». В 1922 году переехал в Ереван, где занимался активной творческой, педагогической, научной и общественной деятельностью. Около 35 лет преподавал во вновь открывшихся профессиональных учебных заведениях. В 1923-1927 годах в Государственном колледже искусств , в 1930-1935 годах – в Ереванском политехническом институте , в 1945-1958 годах – в Государственном художественно-театральном институте ( профессор – с 1947 год). В 1969 году избран председателем Союза художников Армении.
Общественный деятель. Был депутатом Верховного Совета Республики 1-го, 2-го и 4-го созывов.
Положил начало и развил жанр индустриального пейзажа в армянском изобразительном искусстве («Строительство плотины Ширакского канала» ( 1926 ), «На карбидном заводе. Кировакан» (1948), 
«Индустриальный пейзаж Алаверди» ( 1949 ) и др).
Гюрджян изображал природу Армении в различные времена года, в различные часы дня. Зритель видит на его полотнах цветущие фруктовые сады, хлопковые поля, озера, величественные горы. К числу лучших работ Гюрджяна относятся такие пейзажи, как «У мельницы в Бюракане» (1941), «Вечер в Ахпюраке» (1947), «Весна в Норке» (1948), «Холм в Кашбулахе» (1950), «Армянский пейзаж» (1954), «Пасмурный день на Севане» (1956), «Берега Айриванка» (1966) и др.
Из произведений, посвященных сельским труженикам, особенно выделяются картины «Укладка колхозного сена в стога» (1949), «Сбор хлопка в Аревшате» (1949).
Автор ряда искусствоведческих работ («Художник Степан Агаджанян», 1927 г., «Седрак Аракелян», 1967 г.).
Похоронен на Тохмахском кладбище (Городской пантеон-2).